# Nycteola bilineatella
Nycteola bilineatella är en fjärilsart som beskrevs av Walker 1866. Nycteola bilineatella ingår i släktet Nycteola och familjen trågspinnare. Inga underarter finns listade i Catalogue of Life.